# Zovasar
Zovasar là một đô thị thuộc tỉnh Aragatsotn, Armenia. Dân số ước tính năm 2011 là 678 người.